# LIKE A FIRE
「LIKE A FIRE」（ライク・ア・ファイアー）は、1990年1月にリリースされた中村あゆみの14枚目のシングルである。
本作以後アナログ盤の発売はなくなり、CDのみの発売となった。但し、非売品プロモーション盤としてアナログ盤が存在する。規格品番はCDが10HD-2035、非売品プロモーション盤のアナログレコードがHPS-11。

## 解説
- 表題曲は1989年9月から翌年3月末まで行われた中村のライブツアー「KIDS BLUE in JAPAN」のエンディング曲である。
- オリジナルアルバム、ベストアルバムともに未収録である。
- 「長い夜」は同年8月に発売されたアルバム『BROTHER』にて、ボーカル入りで収録された。

## 収録曲
1. LIKE A FIRE
  - 作詞／作曲:中村あゆみ／編曲:竹田元
2. 長い夜 (INSTRUMENTAL)
  - 作曲:中村あゆみ／編曲:The Midnight Kids

## 収録作品
- LIKE A FIRE
  - Decade-Ayumi Live- <Live Version>
  - BEST COLLECTION HUMMING BIRD YEARS '84-'93
- 長い夜 (INSTRUMENTAL)
  - BEST COLLECTION HUMMING BIRD YEARS '84-'93